# Lábjegyzet
A lábjegyzet olyan szövegrészlet, amely az oldal alján, a főszövegtől elkülönítve helyezkedik el, és a főszöveghez képest kiegészítő információt tartalmaz. Célja az, hogy a háttérinformáció ne szakítsa meg a folytonos olvasást, hanem az olvasóra bízza a döntést, hogy kíván-e tájékozódni róla. Szerepelhet benne állításra vagy idézetre vonatkozó pontos hivatkozás, illetve a szerkesztő megjegyzése, amelyet a szerző szövegétől el kíván különíteni.
Jelölése lehet csillag (*) vagy felső indexben szereplő számjegy: 1. Ez a szám olykor szögletes zárójelben áll: [1] Menetrendekben és hasonló dokumentumokban gyakran többféle lábjegyzet is előfordul. Betűmérete gyakran kisebb a főszövegnél, betűtípusa pedig mindig álló (nem dőlt). Számozása kezdődhet minden oldalon újra, vagy fejezetenként, illetve az egész dokumentumban folytatólagosan. Amennyiben nem az egyes oldalak alján, hanem a fejezet végén szerepel összegyűjtve, nem lábjegyzetnek, hanem végjegyzetnek nevezik.

## Helyesírása
Helyesírásáról az alábbiakat lehet tudni:
A lábjegyzetet rendszerint felső helyzetű csillaggal vagy ugyancsak felső helyzetű arab tőszámokkal jelöljük. Mindkét jel szóköz nélkül tapad az előtte álló szó utolsó vagy magában a lábjegyzetben a mögötte álló szó első betűjéhez: szemantika* vagy 3Helyesírás. Az alsó és felső helyzetű kitevőket sohasem kurziváljuk.
A főszövegben a jegyzetszámokat, ha olyan szóhoz kapcsolódnak, amelyet írásjel követ, általában az írásjel után kell kitenni: …helyesírás.17 Értelemszerűen, ha egy jegyzet egy zárójeles vagy gondolatjeles részre vonatkozik, akkor a jegyzetszámnak a zárójelen, illetve a gondolatjelen belül kell megjelennie: …az író – legalábbis ebben a művében17 – nem utal a múltra; …az író (legalábbis ebben a művében17) nem utal a múltra… 